# 华阳站 (忠清南道)
華陽站（：／ Hwayang yeok */?）是位于韩国忠清南道洪城郡金馬面華陽里的一个车站，属于韩国铁道公社长项线。

## 历史
- 1923年11月1日 - 落成使用。

## 相鄰車站
韓國鐵道公社
長項線
插橋－華陽－洪城